# Festival Vilar de Mouros
 (avril 2024).
Festival Vilar de Mouros est un festival de rock et de métal international qui se réalise tous les étés à Vilar de Mouros, dans la municipalité de Caminha au nord du Portugal.
Il a été créé en 1971, c'est le plus vieux festival de musique portugais.

## Artistes
Artistes internationaux qui sont déjà passés dans ce festival :
- U2
- Stone Roses
- Metallica
- Sonic Youth
- Iron Maiden
- Neil Young
- Megadeth
- Rammstein
- Him
- The Cure
- Bob Dylan
- Nightwish
- Within Temptation
- Sepultura ...

Artistes portugais :
- Xutos & Pontapés
- Rui Veloso
- José Cid
- Quarteto 1111
- Primitive Reason
- Blind Zero
- Da Weasel
- David Fonseca
- Blasted Mechanism
- Cla
- Fingertips ...

## Programmations

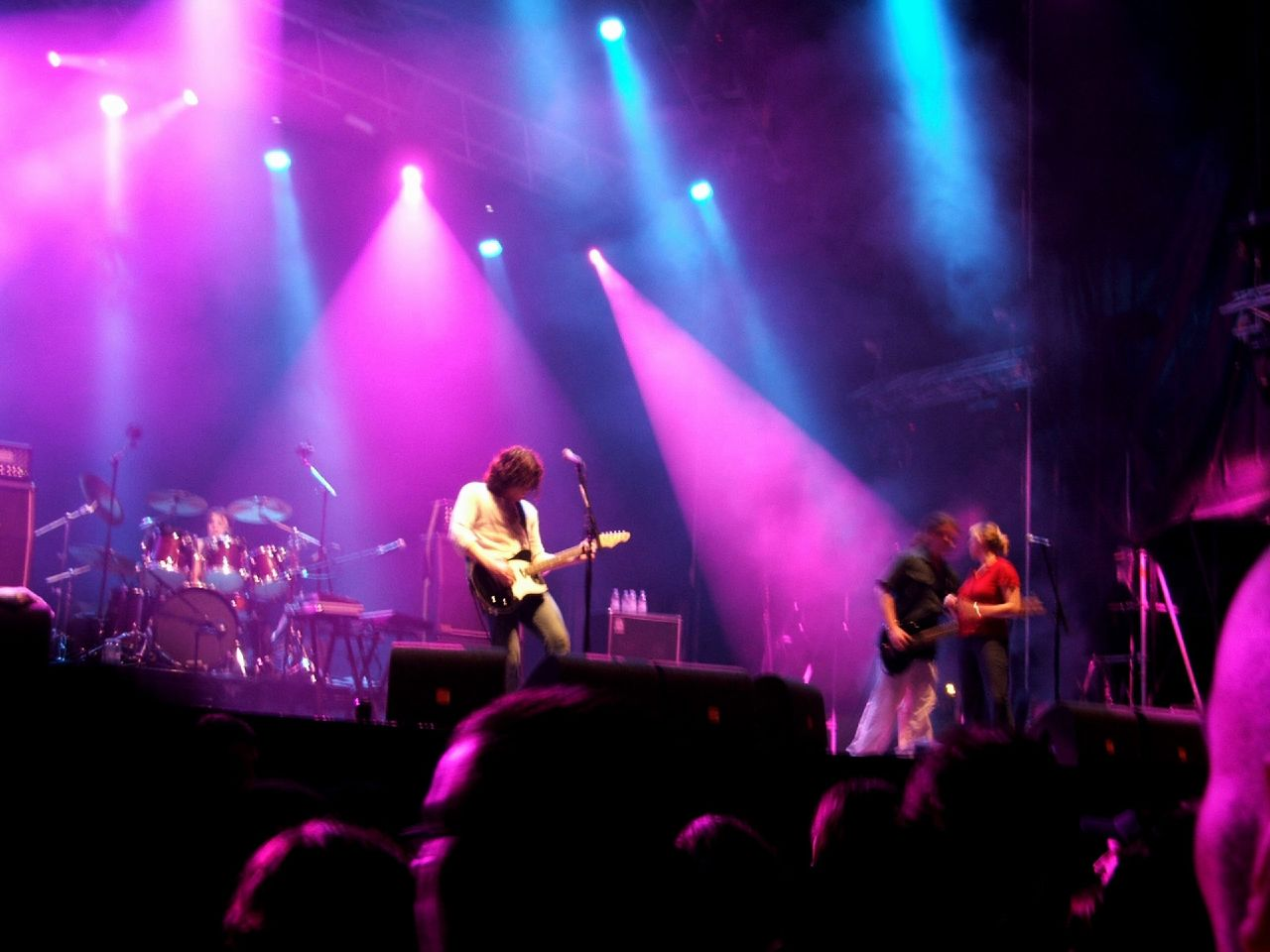
Anathema, Festival Vilar de Mouros 2005

### Années 2020

#### 2023
L'édition 2023 a lieu du 23 au 26 août.
| mercredi 23 août                                                                          | jeudi 24 août                                                                   | vendredi 25 août                                                   | samedi 26 août                                   |
| ----------------------------------------------------------------------------------------- | ------------------------------------------------------------------------------- | ------------------------------------------------------------------ | ------------------------------------------------ |
| - limp bizkit - Xutos & Pontapés - Enter Shikari - The Last Internationale - Micomaníacos | - The Prodigy - Millencolin - The Bloody Beetroots DJ Set - Nowhere to be found | - Pendulum - Within Temptation - Apocalyptica - Bizarra Locomotiva | - james - Ornatos Violeta - Guano Apes - Peaches |